# Aleksandr Atanesjan
Aleksandr Atanesjan (Tbilisi, 12 ottobre 1953) è un regista sovietico, dal 1991 russo.

## Filmografia parziale

### Regista
- 24 časa (2000)
- Svoloči (2006)